# Eulecanium eugeniae
Eulecanium eugeniae är en insektsart som först beskrevs av Hempel 1900.  Eulecanium eugeniae ingår i släktet Eulecanium och familjen skålsköldlöss. Inga underarter finns listade i Catalogue of Life.